# Kamabuye (Sektor)
Kamabuye (Kinyarwanda Umurenge wa Kamabuye) ist einer von 15 Sektoren im Distrikt Bugesera in der Ostprovinz von Ruanda.

## Geographie
Kamabuye liegt auf der Südseite an der Grenze zu Burundi. Der Sektor hat eine Fläche von 101,8 km² und liegt auf einer Höhe von etwa 1410 m. Er unterteilt sich in die fünf Zellen Burenge, Biharagu, Nyakayaga, Tunda und Kampeka. Nachbarsektoren sind im Nordwesten Ngeruka, im Norden Mayange und im Nordosten Rweru. Im Südwesten liegt Kambuye am Cohoha-See.

## Bevölkerung
Zur Volkszählung von 2022 betrug die Einwohnerzahl 24.502 Einwohner. Zehn Jahre zuvor waren es 20.843, was einem jährlichen Bevölkerungszuwachs von 1,6 Prozent zwischen 2012 und 2022 entspricht.

## Verkehr
Durch den Sektor verläuft die Nationalstraße 6.